# Chiesa anglicana di Bermuda

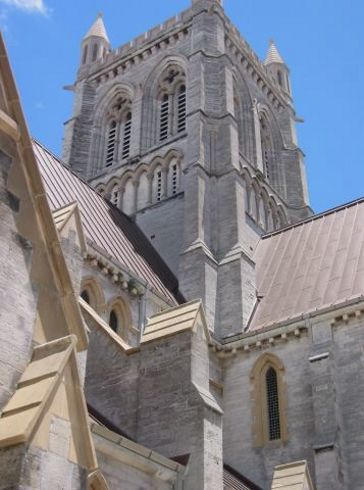
Cattedrale della Santissima Trinità

La chiesa anglicana di Bermuda (in inglese: Anglican Church of Bermuda) è una diocesi costituita da nove parrocchie a Bermuda ed è parte della Comunione anglicana (Chiesa episcopale), anche se non è parte di nessuna provincia ecclesiastica.

## Descrizione
L'attuale vescovo di Bermuda è il reverendo Nicholas Dill. Come diocesi extra-provinciale, dipende direttamente dall'Arcivescovo di Canterbury. Tra le sue chiese parrocchiali è la chiesa di San Pietro, nella città di Saint George, dichiarata patrimonio dell'UNESCO e più antica chiesa inglese nel Nuovo Mondo, la più antica anglicana e la più antica protestante nel Nuovo Mondo. Sede del vescovo è la cattedrale della Santissima Trinità.

## Cronotassi dei vescovi
- Arthur Heber Browne
- John Arthur Jagoe
- Anthony Lewis Elliott Williams
- John Armstrong
- Eric Joseph Trapp
- Robert Wright Stopford
- Anselm Genders
- sede vacante (1983)
- Christopher Charles Luxmoore
- William John Denbigh Down
- Ewen Ratteray
- Patrick White
- Nick Dill